# Olena Chomrovová
Olena Mykolajivna Chomrovová (* 16. května 1987 Mykolajiv, Sovětský svaz) je ukrajinská sportovní šermířka, která se specializuje na šerm šavlí.
Ukrajinu reprezentuje od prvního desetiletí jednadvacátého století. Na olympijských hrách startovala v roce 2008 v soutěži jednotlivkyň a družstev. V soutěži jednotlivkyň postoupila na olympijských hrách 2008 do čtvrtfinále. V roce 2010 obsadila třetí místo na mistrovství světa v soutěži jednotlivkyň a v roce 2007 obsadila třetí místo na mistrovství Evropy. S ukrajinským družstvem šavlistek vybojovala na olympijských hrách 2008 zlatou olympijskou medaili. V roce 2009 vybojovala s družstvem titul mistryň světa v a roce 2009 a 2010 titul mistryň Evropy.